# 24156 Hamsasridhar
24156 Hamsasridhar este un asteroid din centura principală de asteroizi.

## Descriere
24156 Hamsasridhar este un asteroid din centura principală de asteroizi. A fost descoperit pe 15 noiembrie 1999 la Socorro, New Mexico, în cadrul proiectului LINEAR. Asteroidul prezintă o orbită caracterizată de o semiaxă mare de 2,39 ua, o excentricitate de 0,15 și o înclinație de 3,8° în raport cu ecliptica.